# Yuko Morimoto
Yuko Morimoto (森本 ゆう子?, Morimoto Yuko; Osaka, 6 gennaio 1974) è un'ex calciatrice giapponese.

## Carriera

### Nazionale
Nel dicembre 1993, Morimoto è convocata nella Nazionale maggiore in occasione della Coppa d'Asia 1993, dove esordisce nella partita contro le Filippine. Giocherà la Coppa d'Asia anche nel 1997. In tutto, Morimoto ha giocato 10 partite con la Nazionale nipponica riuscendo a segnare 2 gol.

## Statistiche

### Cronologia presenze e reti in nazionale
| Cronologia completa delle presenze e delle reti in nazionale ― Giappone | Cronologia completa delle presenze e delle reti in nazionale ― Giappone | Cronologia completa delle presenze e delle reti in nazionale ― Giappone | Cronologia completa delle presenze e delle reti in nazionale ― Giappone | Cronologia completa delle presenze e delle reti in nazionale ― Giappone | Cronologia completa delle presenze e delle reti in nazionale ― Giappone | Cronologia completa delle presenze e delle reti in nazionale ― Giappone | Cronologia completa delle presenze e delle reti in nazionale ― Giappone |
| Data                                                                    | Città                                                                   | In casa                                                                 | Risultato                                                               | Ospiti                                                                  | Competizione                                                            | Reti                                                                    | Note                                                                    |
| ----------------------------------------------------------------------- | ----------------------------------------------------------------------- | ----------------------------------------------------------------------- | ----------------------------------------------------------------------- | ----------------------------------------------------------------------- | ----------------------------------------------------------------------- | ----------------------------------------------------------------------- | ----------------------------------------------------------------------- |
| 6-12-1993                                                               | Kuching                                                                 | Giappone                                                                | 15 – 0                                                                  | Filippine                                                               | Coppa d'Asia 1993                                                       | -                                                                       |                                                                         |
| 8-12-1993                                                               | Kuching                                                                 | Giappone                                                                | 4 – 0                                                                   | Hong Kong                                                               | Coppa d'Asia 1993                                                       | -                                                                       |                                                                         |
| 21-8-1994                                                               | Slovacchia                                                              | Giappone                                                                | 1 – 0                                                                   | Austria                                                                 | Slovakia International Tournament                                       | -                                                                       |                                                                         |
| 5-12-1997                                                               | Canton                                                                  | Giappone                                                                | 21 – 0                                                                  | Guam                                                                    | Coppa d'Asia 1997                                                       | 1                                                                       |                                                                         |
| 7-12-1997                                                               | Canton                                                                  | Giappone                                                                | 1 – 0                                                                   | India                                                                   | Coppa d'Asia 1997                                                       | -                                                                       |                                                                         |
| 9-12-1997                                                               | Canton                                                                  | Giappone                                                                | 9 – 0                                                                   | Hong Kong                                                               | Coppa d'Asia 1997                                                       | 1                                                                       |                                                                         |
| 12-12-1997                                                              | Canton                                                                  | Giappone                                                                | 0 – 1                                                                   | Corea del Nord                                                          | Coppa d'Asia 1997                                                       | -                                                                       |                                                                         |
| 14-12-1997                                                              | Canton                                                                  | Giappone                                                                | 2 – 0                                                                   | Taipei cinese                                                           | Coppa d'Asia 1997                                                       | -                                                                       |                                                                         |
| 21-5-1998                                                               | Kobe                                                                    | Giappone                                                                | 0 – 2                                                                   | Stati Uniti                                                             | Coppa Kirin                                                             | -                                                                       |                                                                         |
| 24-5-1998                                                               | Yokohama                                                                | Giappone                                                                | 0 – 3                                                                   | Stati Uniti                                                             | Coppa Kirin                                                             | -                                                                       |                                                                         |
| Totale                                                                  |                                                                         | Presenze                                                                | 10                                                                      |                                                                         | Reti                                                                    | 2                                                                       |                                                                         |